# Runaway (singel Bon Jovi)
Runaway - debiutancki singel zespołu Bon Jovi wydany w 1983. Napisany w 1980 i pierwotnie nagrany w 1981, miał zostać wydany na demie "Power Station Demos". Nagrań dokonano pod szyldem Jon Bongiovi & The Rest. Oryginalnie partie gitarowe w utworze zagrał przyjaciel Jona Bon Jovi, Dave Sabo.
Wersja wydana oficjalnie została nagrana przez Jona Bon Jovi i grupę muzyków sesyjnych pod nazwą "The All Star Review", w skład której weszli Hugh McDonald (gitara basowa), Tim Pierce (gitara) i Roy Bittan (keyboard). Intro na keyboardzie skomponował Mick Seeley, współpracownik Johna Bongiovi, później członek Southside Johnny & The Asbury Jukes.
W 1983 utwór został wybrany "hitem lata" przez radio WKTU. Utwór jest jedynym utworem pochodzącym z pierwszych dwóch albumów grupy, który jest grany nieprzerwanie na koncertach (wszedł w skład listy utworów The Circle Tour w 2010). 
Singel uplasował się na 39. miejscu amerykańskiej listy przebojów Billboard Hot 100.
Cover utworu, zagrany w stylu muzyki dance został wydany w lipcu 2008 przez "DJ Freddy Retro featuring Jim Davis Jr." za pośrednictwem wytwórni Casa Records.

## Spis utworów
Sporządzono na podstawie materiału źródłowego.
1. "Runaway" (3:50)
2. "Breakout" (live) (5:22)